# Camp de Relizane
Le camp de Relizane est un camp d'internement militaire créé par la France à Relizane, en Algérie française. Aménagé en juillet 1939, il a compté jusqu'à 800 personnes. Des réfugiés espagnols ayant fui à la fin de la guerre d'Espagne ont été internés dans ce camp.